# 麗莎·爾文失蹤案
麗莎·爾文失蹤案，發生於2011年10月4日清晨，10个月21天大的女婴麗莎·芮內·爾文（Lisa Renée Irwin）在密蘇里州堪薩斯市的家裡被通報失蹤。

## 事發經過
麗莎的母親黛博菈·布萊德利（Deborah Bradley）供稱，麗莎的父親傑瑞米·爾文（Jeremy Irwin），約在10月4日（週二）的上午4點發現她失蹤了。黛博菈說在（週一）下午6點40分，她去照顧麗莎時還在床上。但當傑瑞米結束深夜工作返家時，他發現「房子裡很多盞燈都亮著，一扇窗戶開著，前門也沒鎖」。稍晚，這家人告訴警方家裡很多支手機也不見了。
後續調查中，有兩位目擊證人表示，曾看到一個男子抱著嬰兒走在路上。警方後來找到一個符合其中一名證人描述的男子，但另一名證人則表示根據照片，該男不是他們看到的那個人。
2011年10月19日，警方對爾文家展開搜索，法院文件顯示警犬在靠近母親的床鋪附近時，有嗅聞到屍體氣味的反應 。執行搜索從爾文家帶走的東西包括：一條彩色被子、紫色短褲、一件彩色迪士尼角色圖案的上衣、一個毛毛蟲玩具、一條汽車總動員的卡通圖案毛毯、幾捲膠帶和一個膠帶台。
黛博菈在接受美聯社訪問時表示，警方指控她是涉案人，還宣稱在她測謊沒有通過時，警方告訴她：「妳做的。就是妳做的。」黛博菈和傑瑞米一週後宣布他們在籌措懸賞獎金，希望能獲得更多新資訊。
傑瑞米·爾文在《今日秀》受訪時說：「我們只是想讓大家都知道我們持續與警方合作。我們還在跟警方溝通。我們竭盡所能想找到麗莎，把她帶回家。」黛博菈當時也在場。
根據新聞報導，10月時，有一位匿名善心人士僱了一個私家偵探，還為尋獲麗莎提供十萬美金的懸賞。
2011年10月，辛蒂·蕭（Cyndy Short）表示她無法再與另一位委任律師喬·塔可皮納（Joe Tacopina）共事，因此終止與爾文家的代理關係。麗莎的兩個哥哥也曾因案預定將接受調查，及採集DNA樣本，但委任律師塔可皮納表示，他們的父母在前一晚取消調查，而且據說還禁止調查員跟他們見面。2011年11月10日，兩個男孩第二次接受調查。一位申請搜索票的警探宣稱，案情關係人的各種說法，可能在調查前期就造成不良影響。
2012年5月，黛博菈·布萊德利和傑瑞米·爾文向警方通報他們的簽帳卡在一個偽造出生證明的網站上被盜用。《今日秀》和《America Live》都證實這個網站確實存在。委任律師也證實他去看過這個網站。警方表示他們持續調查，他們也相信爾文還活著。
2013年10月，希臘的吉普賽營地發現一個疑似麗莎的女孩。後來官方證實這個女孩不是麗莎·爾文。

## 資料來源
1. ↑  . CBS News.   [October 2011]. （原始内容存档于2011-10-07）.
2. ↑  .   [October 2011]. （原始内容存档于2011-10-05）.
3. 1 2 3  Hoffer, Steven. . Huffington Post.   [October 2011]. （原始内容存档于2016-11-18）.
4. 1 2  .   [October 2011]. （原始内容存档于2013-06-28）.
5. ↑  .   [October 2011]. （原始内容存档于2016-11-18）.
6. 1 2  .   [October 2011]. （原始内容存档于2016-11-18）.
7. ↑  Loiaconi, Stephen. . HLNtv.com. 2012-03-14  [2013-06-09]. （原始内容存档于2014-10-16）.
8. ↑  . CBS News.   [October 2011]. （原始内容存档于2013-05-15）.
9. ↑  . CBS News.   [October 2011]. （原始内容存档于2013-11-04）.
10. ↑  .   [October 2011]. （原始内容存档于2011-10-11）.
11. ↑  .   [October 2011]. （原始内容存档于2016-11-18）.
12. ↑  . Fox News.   [October 2011]. （原始内容存档于2012-03-13）.
13. 1 2  .   [October 2011]. （原始内容存档于2016-11-18）.
14. ↑  . www.tacopinalaw.com.   [2019-07-06]. （原始内容存档于2012-03-14）.
15. ↑  . CBS News.   [2013-06-09]. （原始内容存档于2012-04-26）.
16. ↑  . Today.msnbc.msn.com. 2012-05-21  [2013-06-09]. （原始内容存档于2012-05-24）.
17. ↑  . Kshb.com. 2012-06-23  [2013-06-09]. （原始内容存档于2013-01-30）.
18. ↑  DeAnn Smith. . KCTV5. November 21, 2013  [2014-04-27]. （原始内容存档于2014-02-14）.